# Jelena Bronyiszlavovna Ahmilovszkaja
Jelena Bronyiszlavovna Ahmilovszkaja (oroszul: Елена Брониславовна Ахмыловская, a nemzetközi szakirodalomban Elena Akhmilovskaya, Elena Donaldson-Akhmilovskaya vagy Elena Donaldson) (Leningrád, Szovjetunió, 1957. március 11. – Kirkland, Washington, Amerikai Egyesült Államok, 2012. november 18.) szovjet−amerikai sakkozónő, női nagymester (WGM), világbajnoki döntős (1986), csapatban kétszeres sakkolimpiai bajnok (1978, 1986), az Orosz Köztársaság női sakkbajnoka (1980), az Amerikai Egyesült Államok háromszoros női sakkbajnoka (1990, 1993 (megosztva), 1994).
1975−2000 között a világ egyik legerősebb női sakkozójának számított. Krasznojarszkban, Szibériában élve szerezve meg a címet, ezért az ázsiai kontinens első női nagymesterének tekintik. 1986-ban világbajnoki döntőt játszott a grúz Maia Csiburdanidzével, amelyet 8,5−5,5 arányban elveszített, így nem sikerült elhódítania a világbajnoki címét. Az 1978-as sakkolimpián 10 játszmából szerzett 10 pontjával jelentősen hozzájárult a Szovjetunió válogatottjának olimpiai bajnoki címéhez.
1988-ban a Szalonikiban rendezett sakkolimpiáról disszidált az Amerikai Egyesült Államokba, ahol folytatta sakkpályafutását, háromszor nyerte meg Amerika sakkbajnokságát, és öt alkalommal szerepelt amerikai színekben a sakkolimpiákon.

## Élete és sakkpályafutása
Apja mérnök volt, és munkája miatt a család gyakran költözött, így Jelena gyerekkorának nagy részét Krasznojarszkban töltötte. Anyja versenyszerűen sakkozott, a mesterjelölti szintig vitte, és ő tanította meg a sakk fortélyaira Jelenát. Hatéves korában már ismerte a bábukat, de csak 11 éves korától kezdett komolyabban foglalkozni a sakkal. A helyi állami egyetemen tanult jogi és matematika-fizika szakon, de tanulmányait nem fejezte be a sakk-karrierje érdekében. Később Szocsiban, majd 1979−1988 között Tbilisziben élt. Első férje Vlagyimir Poljakov a grúz röplabda-válogatott tagja volt, akitől később elvált. Egy lányuk született, Donna.
Az 1988-as Szalonikiben rendezett sakkolimpián négy fordulóval az olimpia befejezése előtt az amerikai csapat kapitányával John Donaldsonnal váratlanul házasságot kötött, és elhagyva a verseny színhelyét rögtön Amerikába utaztak. Seattle-ben telepedtek le, és ezt követően Elena Donaldson néven vett részt amerikai versenyeken. Házasságukat később felbontották.
Harmadik férje 1995-től Georgij Orlov nemzetközi mester volt, aki az 1980-as években a Szovjetunióban a felkészülését irányította, és 1990-ben Amerikába költözött. 1995-ben közösen alapították a Washington állambeli, Seattle melletti Redmondban ma is működő sakkiskolát, ahol elsősorban fiatal tehetségekkel foglalkoztak. Egy fiuk született, Nicholas. Velük élt Jelena első házasságában született lánya, Donna is.
Jelena Ahmilovszkaja 2012. november 18-án agydaganatban hunyt el a Washington állambeli Kirklandben.

## Eredményei

### Kiemelkedő versenyeredményei
1975−1987 között hat alkalommal szerepelt  a Szovjetunió női sakkbajnokságának döntőjében. A legjobb eredménye az 1983-ban elért 2−3., valamint az 1987-ben megszerzett 2. helyezés.
1976-ban Sinaiában megnyerte a nemzetközi versenyt, 1978-ban Piatigorszkban és 1979-ben Moszkvában az 1−2. helyen végzett, Hyèresben 1979-ben és 1984-ben, Szocsiban 1980-ban és 1982-ben első helyezett.
1984-ben Nana Ioszelianival holtversenyben megnyerte a hagyományos tallinni versenyt. 1985-ben két pont előnnyel nyerte a Budapesten rendezett Alföldy László-emlékversenyt, majd Lvovban is az első helyen végzett. Ugyanebben az évben Tbilisziben második. 1986-ban a Jajcéban rendezett nemzetközi női szuperversenyen Maia Csiburdanidze, Verőci Zsuzsa és Mádl Ildikó mögött a negyedik helyen végzett.
Az 1986-os világbajnoki döntő előtt felkészülési tornának a Tapolcán rendezett női nemzetközi versenyt választotta, amelyen Mádl Ildikóval holtversenyben az 1−2. helyen végzett. 1987-ben Tbilisziben, majd ugyanezen év októberében Szocsiban a második helyet szerezte meg a nemzetközi női versenyen.
Az Amerikai Egyesült Államok bajnokságát először 1990-ben nyerte meg (ekkor már Elena Donaldson néven versenyzett), majd 1993-ban holtversenyben végzett Irina Levityinával, és mindkettőjüket bajnoknak nyilvánították, harmadik USA-bajnoki címét 1994-ben szerezte. Ezt követően már csak a Seattle-ben és környékén rendezett versenyeken indult. 1995-ben férjével, Georgij Orlovval holtversenyben végzett az 1−2. helyen Washington állam bajnokságán. 2001-ben megnyerte Seattle város nyílt bajnokságát.

### Eredményei a világbajnokságokon
Az 1978-as világbajnoki ciklusban 1975-től vett részt a világbajnoki küzdelemsorozatokban. A zónaversenyekből bejutott az 1976-ban Rosendaalban rendezett zónaközi döntőbe, amelyen holtversenyben az 1−2. helyen végzett, és bejutott a világbajnokjelöltek párosmérkőzéses szakaszába. A negyeddöntőben rájátszás után nyert 6,5−5,5 arányban Tatjana Lemacsko ellen, az elődöntőben ugyanilyen arányban kapott ki a később világbajnoki címet is megszerző Maia Csiburdanidzétől.
Az 1981-es világbajnoki ciklusban ismét az 1−2. helyen végzett az Alicantban rendezett zónaközi döntőn. A párosmérkőzéses szakaszban a negyeddöntőben a később világbajnoki döntőig eljutó Nana Alekszandria ütötte el 5,5−3,5 arányban a továbbjutástól.
Az 1984-es világbajnoki ciklusban az 1982-ben Tbilisziben rendezett zónaközi döntőn a 4−6. helyen végzett, ezzel nem jutott a legjobb három közé, akik a párosmérkőzéses szakaszban folytathatták a küzdelmet a világbajnoki címért.
Az 1986-os világbajnoki ciklusban az 1985-ben Havannában rendezett zónaközi döntőn a 2. helyen végzett, és továbbjutott a világbajnokjelöltek versenyére, amelyet ezúttal először kétfordulós körmérkőzéses rendszerben rendeztek a legjobb nyolc versenyző között. Az 1986. februárban Malmőben rendezett világbajnokjelöltek versenyét megnyerve jogot szerzett a regnáló női világbajnok Maia Csiburdanidze elleni párosmérkőzésre a sakkvilágbajnoki címért. Az 1986. októberben Borzsomiban játszott világbajnoki döntőn Csiburdanidze 8,5−5,5 arányban győzött, ezzel megvédte világbajnoki címét.
Az 1988-as világbajnoki ciklusban az előző világbajnokságon elért eredménye alapján közvetlenül vehetett részt a világbajnokjelöltek versenyén. A versenyre 1988. januárban a grúziai Tsqaltubóban került sor, amelyen az 1−2. helyen holtversenyben végzett Nana Ioszelianival. A holtversenyt eldöntő párosmérkőzést Nana Ioszeliani nyerte, így ő szerzett jogot a regnáló világbajnok, Maia Csiburdanidze kihívására.
Az 1991-es világbajnoki ciklusban az előző világbajnokságon elért eredménye alapján ismét közvetlenül vehetett részt a világbajnokjelöltek versenyén, ezúttal már amerikai színekben. Az 1990. októberben Borzsomiban rendezett versenyen a nyolc induló között a hatodik helyet szerezte meg.

### Eredményei a sakkolimpiákon
1978-ban, 1986-ban és 1988-ban a Szovjetunió válogatottjában vett részt a sakkolimpiákon. Az 1978-as sakkolimpián 10 játszmából szerzett 10 pontjával járult hozzá a szovjet válogatott olimpiai bajnoki címéhez, és teljesítményével egyéni aranyérmet is szerzett. Az 1986-os sakkolimpián a csapattal ismét aranyérmet nyert. Az 1988-as sakkolimpián a második táblán játszva kilenc játszmából 8,5 pontot szerzett, majd négy fordulóval az olimpia vége előtt elhagyta a verseny helyszínét. A szovjet válogatott ekkor még fél pont előnnyel a magyar válogatott előtt állt. Többen a nagy vihart kavart távozásával magyarázták azt, hogy végül a magyar válogatott (Polgár Zsuzsa, Polgár Judit, Polgár Zsófia és Mádl Ildikó) végül fél pont előnnyel megnyerte az olimpiát. A szovjet csapat lett az ezüstérmes, Ahmilovszkaja egyéni teljesítményével még két ezüstérmet szerzett. 1990−2002 között az Amerikai Egyesült Államok csapatának tagjaként még öt sakkolimpián vett részt, a legjobb eredmény csapatban az 1990-ben elért 6. hely, egyéniben az 1992-es sakkolimpián elért 7. legjobb teljesítménye volt.